# Vigna virescens
Vigna virescens är en ärtväxtart som beskrevs av Mats Thulin. Vigna virescens ingår i släktet vignabönor, och familjen ärtväxter. Inga underarter finns listade i Catalogue of Life.